# Цифровая риторика
Цифровая риторика — искусство информирования, убеждения и вселения действия в аудиторию через СМИ, и это продвигающаяся форма общения, составленная, созданная и распределенная через мультимедиа. Риторика объединяет многие методы, такие как убеждение, эффективное письмо и эффективный разговор, чтобы представить информацию нестандартными способами. Значение риторики изменялось в течение долгого времени, меняясь с развитием технологий. Онлайн-СМИ все более и более используются в качестве коммуникации и информационных платформ, и так как больше текста помещено онлайн, есть больше возможности для убеждения через инновационные и творческие средства. Из-за этого сдвига в риторике отношения между автором и реципиентом изменились в форме, коммуникационном стиле и эффективности. Цифровая риторика продвигается и изменяется, когда люди принимают решение выразить свои мысли для более широкого поля зрителей. И классическую, и цифровую риторику можно определить по-разному в зависимости от позиции определяющего; например, сетевой журнал Harlot of the Arts проводит опрос в Твиттере, чтобы определить значение риторики.

## Область применения

### Определение
Термин "цифровая риторика" был введён Ричардом А. Ленхемом в его коллекции эссе 1993 года «Электронное Слово: демократия, технологии и искусство». Elizabet Losh в 2009 году определила цифровую риторику в четырёх категориях:
1. Условности новых цифровых жанров, которые используются для повседневного дискурса, а также для особых случаев, в жизни среднестатистических людей.
2. Общественная риторика, часто в форме политических сообщений от государственных учреждений, которая представлена или записана с помощью цифровых технологий и распространяется с помощью электронных распределительных сетей.
3. Возникшая научная дисциплина связана с риторической интерпретацией машинно-генерируемых СМИ в качестве объектов исследования.
4. Математические теории коммуникации из области информатики, многие из которых пытаются определить количество неточностей в данном языковом обмене или вероятных путей, через которые путешествуют сообщения.

Это определение демонстрирует, что цифровая риторика является неортодоксальным полем, которое опирается на различные методы для изучения различных перестановок информации: как код, текст, а также визуальными эффектами, как видео, и так далее.

### Сфера влияния
По мере того как сила технологии растет, то же делают использование и сфера цифровой риторики. Это включает, но не ограничивает школы, предлагающие онлайн классы и сдачи тестов, онлайн источники новостей, включая научные журналы и интернет — издания газет, и как люди будут искать информацию в Интернете, а не прибегать к более традиционным средствам, таким как энциклопедии. Учителя могут использовать подкасты, YouTube видео, социальные сети (такие как Facebook), чтобы облегчить обсуждение и повысить интерес учащихся к теме. В научных кругах интернет-журналы позволяют информации быть более доступной благодаря использованию цифровой риторики. Авторы также имеют больше возможностей, чтобы писать в различных форматах вместо традиционного линейного. В социальных медиа люди вступают в контакт с цифровой риторикой на ежедневной основе, будь то обновленный Facebook-статус, 140 символьный твит или даже визуальный контент на веб-сайтах, таких как Instagram.

### Образование
В университетах курсы по цифровой риторике изучаются в аспирантуре и после университетском уровне как курсы на английском языке, коммуникации и медиа исследования ведомств. Курсы цифровой риторики "исследовать динамику цифрового чтения и записи, исследуя риторические, социальные, культурные, политические, образовательные и этические аспекты цифровых текстов; выяснять проблематику технологии и грамотности; и изучить личность (в том числе пола, класса, расы и многое другое), субъективность, и представление в цифровых пространствах. "Изучая цифровую риторику таким образом, студенты имеют возможность понять использование и цель написания в общем и в более глубоком смысле. Они видят важность аудитории, как культура влияет на написание, как убедительна риторика может быть использована по сравнению с доказательным, и используя знакомую платформу технологии, студенты имеют меньше шансов в сопротивлении изучению о том, как стать лучшими писателями.
Такие ученые как Джефф Грабила способствовали использованию цифровой риторики в классе. Грабила охватывает век технологии и призывает своих современников сделать то же самое . Его квалификация в английском языке, образование и опыт работы в этих областях делают его связующим звеном между научной областью цифровой риторики и её реализацией. Другой ученый, доктор Черил Болл, специализируется в областях, которые состоят из мультимодальной структуры и редактирования практик, цифровых средств массовой информации, науки и цифрового издательского дела . Она также фокусируется на университете пишущего педагогику. Болл учит людей писать и создавать мультимодальные тексты, анализируя риторические варианты и выбор наиболее подходящих жанров, технологий, средств массовой информации, а также режимы для той или иной ситуации. Во время своего собственного образования, Болл добилась значительных успехов в области цифровой риторики, выполнив первую электронную и интерактивную диссертацию. Она также получила срок пребывания в другом университете, используя первый полностью цифровой портфель.
Педагогика цифровой риторики получила дальнейшее развитие на вторичном уровне образования за счет поддержки на университетском уровне. Это позволяет студентам создавать и редактировать проекты одновременно через Интернет. Сотрудничество рассматривается как один из самых больших преимуществ цифровой риторики, поскольку это дает студентам и преподавателям возможность сотрудничать и вносить критические замечания в любом месте и в любое время. Благодаря цифровой письменной форме, студенты имеют более широкий выбор сочинений, которые могут соответствовать их потребностям. Студенты могут иметь людей, которые просмотрят их работу в любом месте, которое отражает доступность социальных медиа, что студенты привыкли использовать в своей повседневной жизни.

## История

### От Риторики к Цифровой Риторике
Риторика определяется как искусство дискурса, и является корнем цифровой риторики. С тем как менялись технологии, менялась и ситуация в риторике. В то время как пять канонов риторики, разработанных для красноречия и извлечения в печать все еще применяются, они перенастроились на основе новых текстовых форм, таких как базы данных, гипертекст, кибертекст и других цифровых текстов. Изобретение, расположение и стиль принимают новые значения, в то время как передача возводится в новую важность, и память приходит для обозначения текстовых форм, как поисковые системы, архивы, и теги. Идеи развиваются по мере развития технологий, так как один из способов изучения цифровой риторики, отслеживание путей технологических допущений и ограничений "поддержка и активирование трансформации старой риторики убеждения в новую цифровую риторику, которая поощряет самовыражение, участие и творческом сотрудничестве ".

### Переход от печати к цифре
Деннис Барон утверждает: «Первая технология написания писала себя сама.» В то время как предыдущие письменные технологии осуществлялись карандашами и иероглифами, эволюция коммуникационных технологий теперь позволяет это онлайн и незамедлительными словесными диалогами. Развитие коммуникативных технологий началось с долото, книги и пера, греческого алфавита и карандаша, со временем превратившись в более современные технологии, такие как компьютер. Истоки современной вычислительной техники должны быть найдены в военно-техническом контексте Второй мировой войны. Так же, как карандаш был изначально задуман как маркировка посуды для строителей и в настоящее время используется для записи, компьютер был первоначально предназначен для вычисления передовых математических задач, но в настоящее время используется для обработки текстов и множества других задач. Технология продолжает видоизменяться для удовлетворения потребностей людей; в случае цифровой риторики, технология стала более распространенной, чтобы соответствовать использованию людьми Интернета и компьютеров, что создает технокультуру .

## Понятия

### Визуальная риторика
Визуальная риторика относится к цифровой риторике, потому что они могут действовать вместе, чтобы передавать свои идеи таким образом, который не связан с линейным форматом. Мэри Хокс, исследователь визуальной риторики, заявляет, что «сам экран представляет собой планшетный компьютер, который сочетает в себе слова, интерфейсы, иконки и картинки, которые вызывают другие формы, как прикосновение и звук». Пользуясь инструментами, названными Хокс, писатель в цифровом мире имеет возможность влияния на более широкую аудиторию. Это, в свою очередь, дает автору возможность коммуницировать и использовать визуальные образы в риторике, что позволяет передать абстрактную идею, недоступную для понимания в другом, вербально-линейном формате. Абстрактные идеи в риторических образах, как утверждает Чарльз Хилл, являются не только абстрактными идеями представленными в приемлемых изображениях, но так же выступают образами «не обязательно должны изобразить объект или даже класс объектов, который существует или когда-либо существовал». Изображения позволяют писателю изобразить самое близкое представление какое только считалось возможным, так как они могут смешать абстрактные и конкретные мысли.
Например, Хилл использует знак мира, свастику и Федеральные флаги в качестве примеров абстрактных идей, представленных визуально. Символ мира – знак, который кажется, является общеузнаваемым в связке с «хиппи» движением 1970-х годов – возник как анти-христианский символ. Оригинальный графический образ был использован, чтобы показать перевернутый крест, символизирующий отчаяние человека и распятие апостола Петра. Так, визуальные образы могут изменяться с течением времени и быть адаптированы с полным изменением смыслового содержания. Изображения являются универсальными, и в сочетании с мотивацией автора могут составить ключевые компоненты аргумента.

### Аватар
Джеймс Э. Портер определяет аватар как «виртуальное тело». С развитием технологий, появляются новые способы представления себя в Интернете. Это онлайн презентация собственной идентичности называется Аватар. В то время как ученые, такие как Бет Колко надеялись на мир онлайн без физических барьеров, что делает его "миром представлений, " есть еще социальные проблемы, такие как дискриминация по признаку пола и расы. Бет Е. Колко считает, что идеалистический мир онлайн был бы «мирпредставлений», без окончательных факторов, таких как пол, раса или возраст. Колко утверждает, что не гендерно онлайн мир не наберет достаточного внимания, потому что люди не могут быть связаны друг с другом без гендерной идентичности. Виктория Волумс обнаружила в исследовании видеоигр World Of Warcraft, что половая идентичность аватара затрагивает поведение других персонажей, показывая смещение даже в той области, где половая идентичность аватара не может физически точно соответствовать его пользователю.

### Циркуляция
Циркуляция теоретизирует пути по которым тексты и дискурсы перемещаются во времени и пространстве. Любой вид средств массовой информации может быть распространен. Новая форма общения состоит, создана и распространяется через цифровые технологии.

### Риторическая скорость
Риторическая скорость это концепция авторов пишущих в некотором смысле, в котором они в состоянии предсказать, как может быть воссоздана их работа. С развитием технологий, не существует никаких ограничений на скорость и расстояние, на котором авторская работа способна путешествовать. Поэтому, очень важно для них, чтобы быть в состоянии предсказать, как их аудитория будет переделывать их работы. Джим Ридольфо и Даниэлла Девок впервые ввели эту идею в 2009 году, когда они описали риторическую скорость как «риторическое отношение о расстоянии, путешествие, скорости и времени, относящихся конкретно к теоретизировали экземпляров стратегического присвоения третьей стороной».

### Мультимодальность
Мультимодальность означает наличие нескольких режимов, условий или максимумов — в более простых терминах, это форма коммуникации, которая использует несколько методов (или режимов) для информирования аудитории о идеи. Она может включать сочетание письменного текста, изображений, аудио или видео. Онлайн журналы часто охватывают мультимодальность в своих вопросах и статьях публикации произведений, которые используют больше, чем просто написанный текст, чтобы преподнести сообщение.

### Изобретение
Изобретение, происходит от латинского слова invenire, «найти» проблемы найти что — то сказать, и выяснить, как это сказать. Во время мозговой атаки, когда некоторые общие категории мышления используются для эффективного мозгового штурма. Эти обычно используемые категории (места = топосы в переводе с греческого), называются «темы изобретения». Они включают в себя, например, причины и следствия, сравнения различных отношений. Использование темы изобретения является лишь отправной точкой для писателей, изобретение представляет собой гибкий канон, позволяющий авторам тянуть вдохновение из любой точки мира.

### Устройство
Устройство касается того, как один заказывает речи или письменную форме. В более старых формах риторики, договоренности, упомянуты исключительно для того, чтобы наблюдаться в речи. Тем не менее, этот термин расширен чтобы включить все соображения упорядочения дискурса, особенно в больших масштабах. Устройство, как полагают, состоит из шести этапов. Авторы должны начинать с введения и перейти в констатацию фактов. Далее автор разделил бы материал для того, чтобы выразить все грозные стороны спора или информации. Четвертый шаг заключается в предоставлении доказательств того, что является фактическим и наиболее беспристрастным. В пятых, автор должен указать причины, чтобы опровергнуть или аргументировать основные моменты других идей темы и опровергнуть свои убеждения. Наконец писатель должен заключить фрагмент, перефразируя всю данную информацию. Часто в заключение автор пересчитывает тезис и основной аргумент для того, чтобы точка являлась окончательной.

### Стиль
Стиль касается искусного выражения идей. Если изобретение направлено на то, что должно быть сказано; стиль адресован к тому как это будет сказано. Имена стилей, как идеи, воплощены в языке и настроены в коммуникативных контекстах "Стиль может быть организован в четыре категории: нравственность, уровни, качество и фигуры речи. Стиль обсуждает пути, что что — то передается через речь / текст, а также как представлена информация".

### Память
"Во — первых, память, казалось, сделана исключительно для мнемоклавиши (пособия памяти), что будет способствовать многообещающим оратором в сохранении своей речи. Тем не менее, очевидно, было связано с более, чем просто научиться запоминать уже составленную речь для повторного представления. Практика хранить информацию или другой материал на прибывшего по темам изобретения может быть предусмотрена в данном случае для того, чтобы перераспределить информацию, которая уже известна или дана. Канон памяти также предполагает, что ученые считают психологические аспекты подготовки к общению и эффективности общения, особенно в устной или импровизированной обстановке. Обычно память имеет дело только с оратором, но предлагает рассмотрение того, как аудитория будет сохранять вещи в подсознании. "

### Доставка
Для общего изучения, срок поставки означает способ, в котором форма информации передается к конкретной аудитории или группы людей. Эти идеи поставки могут означать услышанную информацию говорящуюся на конференции или чтение газет. Формы могут варьироваться от подкастов к видео, картинки к тексту, или даже песни и новостных статей. Доставка это модем, в котором информация дается для того, чтобы эту тему, можно было лучше понять. Термин «доставка» часто совпадает с термином «производительность» . Риторика утверждает, что доставка не только пятый канон риторики, но это также перевод слова «hypokrisis» или, действия. Это греческое слово было переведено в доставку с точки зрения устной или декламированной информации, а не новостных статей или эссе. Выполнение пьес, речей, пародий и т. д. превращается в поставке информации в фрагменте, представленном или устном. Это то же самое, как часть литературы или Риторика доставки информации через выбор слов, макет и структуру.

### Сотрудничество
Сотрудничество в области цифровой риторики не означает соавторство непосредственно, хотя это может быть похоже на это, но совместная работа на выходе представляет что ученые могут поделиться своей работой и получать отзывы. Вместо того чтобы использовать исключительно индивидуальные работы, ученые используют работы друг друга, чтобы стимулировать идеи друг друга и строить свои концепции на других.

### Ремикс
Ремикс это работа, которая создается путём присвоения или изменения существующей работы. Ремикс это понятие, которое находится в пределах цифровой риторики, потому что это еще один инструмент для общения, который использует цифровая риторика. Использование ремиксов помогает цифровой риторике охватить более широкую аудиторию и связывает одну научную работу с другими работами, существующими в более широком мире Интернета. В свою очередь, цифровая риторика вызвала экспоненциальный рост использования и сферы охвата ремиксов, давая людям новые причины для создания и использования ремиксов. Они связаны с ростом технологий и новых средств массовой информации .

### Присвоение
В эпоху цифровых технологий большинство считается присвоенным. Ученые тянут информацию из множества источников и постоянно пересматривает условия для того, чтобы применять их в цифровом мире. Присвоение несет как положительные, так и отрицательные коннотации. В некотором смысле присвоение является инструментом, который может быть использован для повторного применения устаревших идей, чтобы сделать их лучше. Другими словами присвоение рассматривается как угроза для творческой и культурной самобытности. Социальные медиа получает основную часть этого пристального внимания из — за отсутствия образования своих пользователей. Большинство "вкладчиков зачастую не знают о том, что они вносят свой вклад. который увековечивает негативный оттенок. Многие ученые в области цифровой риторики изучают эту тему и ее воздействие на общество, такие как Джессика Реймана, Эми Хэа и Джондан Джонсон-Эилола.

### Electracy
Electracy это термин, разработанный Грегори Ульмером, описывающий возникающую цифровую эпоху. Electracy часто обсуждается как в переходный период, продвигаясь вместе с Digital риторике. Electracy объясняет полные коммуникативные потенциалы новых электронных СМИ.

### Кайрос
Кайрос обычно определяется как поймать подходящий момент. Крайне важно, что говорящий знает, когда и куда поместить аргумент. Кайрос является концепцией, которая связана с этосом, патосом и логосом. Эта риторическая концепция была поставлена на задний план в риторике. Цифровые ученые, как Джим Ридольфо находятся на краю возрождения концепции Кайрос и реализации его в классах.

## Противоречия

### Легитимность
Существует спор относительно инновационного характера цифровой риторики. Аргументы, выступающие против легитимизации вебтекстов являются базируются на основе того, что они отвергают новую форму науки, вебтекста, и хвалят старую форму, печати, таким же образом, как устное сообщение было первоначально предпочтительно письменной коммуникации. Первоначально некоторые традиционалисты не рассматривали онлайн журналы в открытом доступе с той же легитимностью, как печатные журналы по этой причине; Тем не менее, цифровые арены стали основным местом для распространения академической информации во многих областях науки. Современные ученые изо всех сил пытаются «утвердить академическую легитимность» в новых формах средств массовой информации, так как возрастает тенденция педагогики писать о предмете, а не активно работать в нем. в течение последнего десятилетия, более научные тексты были в открытом доступе, что обеспечивает инновационный способ для студентов, чтобы получить доступ к текстовым материалам в интернете бесплатно.

### Доступ
Говоря о цифровом разрыве, вопросы экономического доступа и доступа на уровне пользователей являются постоянно возникающими вопросами в области цифровой риторики. Доступ может относиться к неравенству в доступе к информации, доступ к читающей публики, а также доступ к средствам связи. Для тех, кто учит цифровой риторике в школах и университетах, доступ учащихся к технологиям в домашних условиях и в школе является беспокойством. Существует некоторая дискуссия о том, какие мобильные вычислительные устройства делают доступ к технологиям более справедливым.

### Открытый доступ
Открытый доступ устранил барьеры сборов, связанных с доступом к работе и ограничением авторского права и лицензирования. Вопрос отмены оплаты услуг является наиболее распространенным для цифровой риторики, поскольку она позволяет получить более широкий доступ к произведениям. Открытый доступ и цифровая риторика не исключают авторских прав, но устраняют ограничения, давая авторам выбор, чтобы сохранить своё право копировать и распространять свои материалы. Цифровая риторика включает в себя работы, которые находятся в интернете и открытый доступ позволяет большему количеству людей быть в состоянии просмотреть этих работ.

### Вопросы авторского права
Противоречия авторскому праву влияют на утилизированное текстов онлайн. Многие из этих аргументов проблема стоимости для издателей и потребителей научного текста. Авторское право материалов является дорогостоящей задачей, особенно когда эти материалы могут быть переведены на многие другие виды цифровых источников, которые свободно доступны общественности. Из-за этой простоты трансформации, законы об авторском праве подрываются, так ученые теряют предикацию своих интернет — материалов с помощью простейших маневров, как копировать и вставлять или перевод гиперссылки. В фрагменте Джеймс П. Заппен в «Цифровая Риторика: К комплексной теории», он относится к передаче материала таким образом: «Медиа-база данных, например, может производить почти бесконечное разнообразие конечных пользователей объектов, которые могут быть настроены для различных пользователей, управлять ими с помощью гиперссылок, периодически обновляется и масштабируется по требованию». Заявление Заппен о «безграничности» никоим образом не субъективное или заявленное. Много цифровых штук ущемляют, украдены, или использованы не по назначению по расторжению авторского права. Эти многочисленные формы авторского права помогают во избежание предоставления противоречий цифровой риторики и СМИ в целом.

## Смежные темы
- Composition studies
- Внешнее связывание
- Мемекс
- Гипертекст
- Цифровые гуманитарные науки
- Цифровая грамотность[англ.]
- Digital media
- Гипермедиа
- Hypertext
- Internet studies
- Медиаведение
- Multimodality
- New media
- Rhetoric
- Технологическая конвергенция